# 科利 (北卡羅萊納州)
科利（英語：Colly）是位於美國北卡羅萊納州布拉登縣的非建制地區。

## 歷史
科利的郵局於1882年設立，其後於1912年停運。

## 地理
科利所處的海拔為高於海平面8米（即26英呎），而該地所採用的時區為UTC-5，即北美东部时区（EST）。同時該地設有夏令時間，為UTC-5調快一小時，即UTC-4（EDT）。